# Titia Loenen
Maria Laetitia Petronella (Titia) Loenen (Leiden, 17 oktober 1957) is een Nederlands jurist gespecialiseerd in de rechten van de mens. Loenen is emeritus hoogleraar aan de Universiteit Leiden.

## Leven en werk
Loenen volgde het Agnes College te Leiden en studeerde vervolgens geschiedenis en rechten aan de Universiteit Leiden. Op 7 oktober 1992 promoveerde ze te Leiden op het proefschrift Verschil in gelijkheid. De conceptualisering van het juridische gelijkheidsbeginsel met betrekking tot vrouwen en mannen in Nederland en de Verenigde Staten. Promotoren waren Evert Alkema en Jenny Goldschmidt.
Na haar promotie werd ze universitair hoofddocent juridische vrouwenstudies aan de Universiteit Utrecht, waar ze in 1995 tot bijzonder hoogleraar vanwege het Utrechts Universiteitsfonds werd benoemd. Op 23 september 1998 hield ze daar haar oratie, getiteld Zorg als bron van vernieuwing. Beschouwingen over gender en recht. Met ingang van 1 januari 2002 werd haar benoeming omgezet in een tot gewoon hoogleraar gender en recht. Per 1 september 2007 werd de leeropdracht gewijzigd in rechtstheorie.
In januari 2013 volgde ze Rikki Holtmaat op als hoogleraar mensenrechten en diversiteit aan haar alma mater, de Universiteit Leiden. Ze hield haar oratie, getiteld Mensenrechten en diversiteit in Europa: gelijke monniken, ongelijke kappen?, op 15 november 2013. Aan de Leidse rechtenfaculteit zette ze de advanced LLM "European and International Human Rights Law" op. Ze is ook lid van het netwerk van juridische experts op het gebied van de gendergelijkheid van de Europese Commissie. Samen met Rikki Holtmaat publiceerde ze in 1989 reeds het boek Inleiding Vrouw en Recht. In 2009 publiceerde ze Gelijkheid als juridisch beginsel. Een conceptuele analyse van de norm van gelijke behandeling en non-discriminatie. In september 2024 hield Loenen haar afscheidsrede. Bij die gelegenheid ontving ze een aan haar opgedragen essaybundel Diverse mensen en gelijke rechten anno 2024.